# Lietuvos Lyga 1942
L'edizione 1942 del Lietuvos Lyga fu la 21ª del massimo campionato di calcio lituano; il titolo fu vinto dal LFLS Kaunas, giunto al suo 5º titolo.

## Formula
In questa stagione il campionato fu organizzato in due fasi: nella prima furono disputati sette gironi, ognuno dei quali con formule differenti, su base territoriale. Di molti distretti non è nota la formula usata, né i risultati degli incontri, né il nome di tutte le squadre, ma solo il numero delle formazioni e il nome delle finaliste. I vincitori di ciascuno dei sette gironi passò alla seconda fase, una sorta di play-off per il titolo con partite in gara unica.

## Prima fase

### Girone di Kaunas
|  | Pos. | Squadra         | Pt | G | V | N | P | GF | GS | DR  |
|  | ---- | --------------- | -- | - | - | - | - | -- | -- | --- |
|  | 1.   | LFLS Kaunas     | 7  | 4 | 3 | 1 | 0 | 12 | 3  | +9  |
|  | 2.   | Tauras Kaunas   | 6  | 4 | 3 | 0 | 1 | 11 | 7  | +4  |
|  | 3.   | Perkunas Kaunas | 4  | 4 | 2 | 0 | 2 | 11 | 12 | -1  |
|  | 4.   | LGSF Kaunas     | 3  | 4 | 1 | 1 | 2 | 9  | 9  | +0  |
|  | 5.   | Kovas Kaunas    | 0  | 4 | 0 | 0 | 4 | 9  | 21 | -12 |

### Girone di Sudovia
È noto solo il risultato della finale.
| Squadra 1 | Risultato | Squadra 2 |
| --------- | --------- | --------- |
| Sveikata  | 6 - 0     | Sūduva    |

### Girone di Panevėžys
|  | Pos. | Squadra          | Pt | G | V | N | P | GF | GS | DR  |
|  | ---- | ---------------- | -- | - | - | - | - | -- | -- | --- |
|  | 1.   | MSK Panevėžys    | 4  | 2 | 2 | 0 | 0 | 11 | 1  | +10 |
|  | 2.   | Vilkas Biržai    | 2  | 2 | 1 | 0 | 1 | 4  | 8  | -4  |
|  | 3.   | Grandis Rokiškis | 0  | 2 | 0 | 0 | 2 | 0  | 6  | -6  |

### Girone di Šiauliai
|  | Pos. | Squadra            | Pt | G | V | N | P | GF | GS | DR  |
|  | ---- | ------------------ | -- | - | - | - | - | -- | -- | --- |
|  | 1.   | Gubernija Šiauliai | 6  | 3 | 3 | 0 | 0 | 20 | 3  | +17 |
|  | 2.   | Žaibas Joniškis    | 4  | 3 | 2 | 0 | 1 | 10 | 13 | -3  |
|  | 3.   | Žaibas Kuršėnai    | 2  | 3 | 1 | 0 | 2 | 4  | 9  | -5  |
|  | 4.   | Batas Šiauliai     | 0  | 3 | 0 | 0 | 3 | 1  | 10 | -9  |

### Girone di Telšiai
È noto solo il risultato della finale.
| Squadra 1       | Risultato | Squadra 2        |
| --------------- | --------- | ---------------- |
| Džiugas Telšiai | 2 - 1     | Babrungas Plungė |

### Girone di Ukmergė
È noto solo il nome del vincitore: Perkūnas Ukmergė.

### Girone di Vilnius
È noto solo il risultato della finale.
| Squadra 1       | Totale | Squadra 2        | Andata | Ritorno |
| --------------- | ------ | ---------------- | ------ | ------- |
| Džiugas Telšiai | 5 - 3  | Babrungas Plungė | 2-2    | 3-1     |

## Seconda fase

### Quarti di finale
| Squadra 1          | Risultato | Squadra 2        |
| ------------------ | --------- | ---------------- |
| LFLS Kaunas        | 5 - 1     | Sveikata         |
| MSK Panevėžys      | 5 - 2     | Perkūnas Ukmergė |
| Gubernija Šiauliai | 8 - 2     | Džiugas Telšiai  |

LFLS Vilnius promosso direttamente alle semifinali.

### Semifinali
| Squadra 1     | Risultato | Squadra 2          |
| ------------- | --------- | ------------------ |
| LFLS Kaunas   | 3 - 1     | LFLS Vilnius       |
| MSK Panevėžys | 7 - 0     | Gubernija Šiauliai |

### Finale
| Squadra 1   | Risultato | Squadra 2     |
| ----------- | --------- | ------------- |
| LFLS Kaunas | 2 - 0     | MSK Panevėžys |